# Kampiranje
Kampiranje (od engleskog: camping), odnosno logorovanje je naziv za rekreativnu aktivnost i oblik turizma, u kojem učesnici provode neko vrijeme u prirodi, obično koristeći šatore ili posebno izrađena ili prilagođena vozila za smještaj i boravak.
Kampiranje koje je nekad bilo samo jednostavni povratak u prirodu okorjelih ljubitelja otvorenih prostora, vremenom je postao standardni tip provođenja odmora za brojne obične obitelji.

## Povijest
Osnivač modernog rekreativnog kampiranja bio je Britanac Thomas Hiram Holding, koji je napisao prvi priručnik za kampere The Camper’s Handbook 1908. Njegova ljubav prema kampiranju rezultat je onog što je proživio kao dječak 1853. godine. On je tada s 300 kolonista prošao preko prerija Sjedinjenih Američkih Država u volovskim kolima put od nekih 1900 km. Nakon toga se 1877. uputio na kružno putovanje Škotskim visočjem kanuom, a to je ponovio i sljedeće godine. Na temelju tih iskustava napisao je dvije knjige, a kasnije se koristio biciklom kao vozilom za svoja putovanja i 1898. napisao knjigu Cycle and Camp. Holding je 1901. osnovao i Association of Cycle Campers (Udruženje biciklista kampera), prvi kamperski klub na svijetu. Do 1907. uspio se udružiti s brojnim drugim klubovima i osnovati Klub kampera Velike Britanije i Irske (Camping Club of Great Britain and Ireland). Prvi predsjednik tog kluba postao je 1909. Robert Falcon Scott, poznati istraživač Antarktika.
Nakon Prvog svjetskog rata, Robert Baden Powell, osnivač skautskog pokreta (Boy Scouts i Girl Guides), postao je predsjednik Kamperskog kluba Velike Britanije i Irske, koji je propagirao osnivanje kamping organizacija po brojnim zemljama Zapadne Europe. Pa je već 1932. osnovana prva Međunarodna federacija za kampiranje (Fédération Internationale de Camping et de caravanning; FICC).
Iako je kampiranje bilo popularno po Sjevernoj Americi još od kraja 19. stoljeća, dugo nije bilo nikakve organiziranje kamperske organizacije, niti organiziranog kampiranja. Istina, pojavile su se neke organizacije, kao što je bio Adirondack Mountain Club (osnovan 1922.), ili Appalachian Mountain Club (1876.) i Sierra Club (1892.), koje su se brinule i za kampere. Ali nekakve veće organizacije kampera nije bilo sve do iza Drugog svjetskog rata, kada je porast slobodnog vremena i mogućnost odlaska na godišnji odmor na kampiranje motornim vozilima izazvao golem porast popularnosti tog vida turizma.
Čak i danas su većina kamperskih organizacija po Sjevernoj Americi mali lokalni klubovi, ali postoje i dvije velike nacionalne organizacije u Sjedinjenim Američkim Državama (National Campers and Hikers Association i North American Family Campers Association) i jedna u Kanadi (Canadian Federation of Camping and Caravanning).
Individualno kampiranje je vrlo popularno i po Australiji i Novom Zelandu, ali organiziranih kampova ima relativno malo u usporedbi sa Sjevernom Amerikom i Europom. Kampiranje postaje sve popularnije i po Africi i dijelovima Azije.

## Kampiranje za mlade
Prvi organizirani kamp za mlade organizirao je 1861. Frederick William Gunn sa suprugom u Sjedinjenim Američkim Državama u mjestu Milford-on-the-Sound za dječake tj. učenike škole Gunnery iz Washingtona u Connecticutu. Uspjeh kampa bio je odličan, pa ga je on organizirao i sljedećih 18 godina. Nakon njega počeli su i drugi organizirati slične kampove. Prvi kamp za djevojčice organizirao je 1888. Luther Halsey Gulick sa suprugom na rijeci Temzi u Connecticutu.
Nakon što je 1910. osnovana djevojačka skautska organizacija Girl Guides u Velikoj Britaniji, pa onda iste godine slična organizacija Boy Scouts za dječake u Sjedinjenim Američkim Državama koju je osnovao Ernest Thompson Seton, iste godine je u Americi osnovana i Camp Fire Boys and Girls, a nakon tog 1912. i Girl Scouts (po uzoru na Britaniju), porast kampiranja među mladeži je silno porastao jer su sve te organizacije kao i kasnije osnovane Young Men’s Christian Association (YMCA) i Young Women’s Christian Association (YWCA) imale kampiranje (ili logorovanje) kao važan dio svoje aktivnosti.

## Kampiranje danas
Popularnost svih oblika kampiranja, od jednostavnog pod šatorima, do motoriziranog, nastavila je rasti, osobito u Sjedinjenim Američkim Državama, Kanadi, Zapadnoj Europi i tadašnjoj Jugoslaviji. Porast popularnosti tog oblika turizma bio je rezultat ulaganja i porast broja kampova i sve veća proizvodnja kamp opreme (mobilnih kuća i vozila). Za širenje popularnosti kampiranja po Sjedinjenim Američkim Državama i Kanadi bile su zaslužne savezne i regionalne agencije koje su širile broj kampova na javnom zemljištu (po nacionalnim parkovima i rezervatima prirode) na kojima se moglo kampirati besplatno, nastojeći zadovoljiti rastuću potražnju. Istovremeno se širio i broj komercijalnih kampova, koji su turistima nudili u najmanju ruku struju i vodu i sanitarne čvorove, pa su na taj način ujedinili komfor uobičajenog doma i boravak u divljini.
Širenje kampova i njihova popularnost u Hrvatskoj, bila je vezana uz nudizam, koji je postao osobito popularan u Zapadnoj Njemačkoj i skandinavskim zemljama 1960-ih. Kako su tih godina Italija, Francuska, Španjolska i Grčka, zbog velikog utjecaja crkve taj oblik kampiranja zabranjivale, Hrvatska, kao turistička destinacija, je iskoristila tu mogućnost i unatoč relativno skromnim uvjetima koje su pružali ti kampovi, doživjela pravi procvat tog oblika turizma 1970-ih, što istina nije dugo potrajalo, jer su vrlo brzo sve zemlje ukinule zabrane nudizma.
Porastu popularnosti kampiranja svakako je doprinio i razvoj kamperske opreme. Današnji lagani najlonski šatori su puno lakši od nekadašnjih platnenih, a istodobno pružaju vrhunsku zaštitu od kiše, te je sve to omogućilo procvat planinarenja i kampiranja. Uz to razvijana je i sva druga oprema od laganih aluminijskih posuda do prijenosnih štednjaka, stolica i sve druge opreme, koja je radikalno smanjila težinu opreme u usporedbi s nekadašnjom.